# Furio Meniconi
Furio Meniconi (Roma, 22 febbraio 1924 – Roma, 12 dicembre 1981) è stato un attore cinematografico italiano.

## Filmografia

Furio Meniconi in Dio non paga il sabato (1967)

- Il figlio di d'Artagnan, regia di Riccardo Freda (1950)
- Vendetta... sarda, regia di Mario Mattoli (1951)
- Lo sai che i papaveri..., regia di Vittorio Metz e Marcello Marchesi (1952)
- Riscatto, regia di Marino Girolami (1953)
- Noi cannibali, regia di Antonio Leonviola (1953)
- Amori di mezzo secolo, regia di Antonio Pietrangeli, Roberto Rossellini, Pietro Germi e Glauco Pellegrini (1953)
- La prigioniera di Amalfi, regia di Giorgio Cristallini (1954)
- La campana di San Giusto, regia di Mario Amendola e Ruggero Maccari (1954)
- Attila, regia di Pietro Francisci (1954)
- La cortigiana di Babilonia, regia di Carlo Ludovico Bragaglia (1954)
- Il segno di Venere, regia di Dino Risi (1955)
- Mi permette, babbo!, regia di Mario Bonnard (1956)
- Orlando e i paladini di Francia, regia di Pietro Francisci (1956)
- Le schiave di Cartagine, regia di Guido Brignone (1957)
- Il corsaro della mezza luna, regia di Giuseppe Maria Scotese (1957)
- Amore e chiacchiere, regia di Alessandro Blasetti (1957)
- La Venere di Cheronea, regia di Fernando Cerchio e Viktor Tourjansky (1957)
- Ballerina e Buon Dio, regia di Antonio Leonviola (1958)
- Adorabili e bugiarde, regia di Nunzio Malasomma (1958)
- Due selvaggi a corte, regia di Ferdinando Baldi (1958)
- Capitan Fuoco, regia di Carlo Campogalliani (1958)
- Il terrore dei barbari, regia di Carlo Campogalliani (1959)
- Cartagine in fiamme, regia di Carmine Gallone (1959)
- David e Golia, regia di Ferdinando Baldi e Richard Pottier (1959)
- I tartari, regia di Ferdinando Baldi e Richard Thorpe (1960)
- Le sette sfide, regia di Primo Zeglio (1961)
- Il gigante di Metropolis, regia di Umberto Scarpelli (1961)
- I moschettieri del mare, regia di Steno (1961)
- Vulcano, figlio di Giove, regia di Emimmo Salvi (1961)
- Le 7 fatiche di Alì Babà, regia di Emimmo Salvi (1962)
- Oro per i Cesari, regia di Riccardo Freda, Sabatino Ciuffini e André De Toth (1962)
- Cleopatra, regia di Joseph L. Mankiewicz (1963)
- I predoni della steppa, regia di Tanio Boccia (1963)
- Il dominatore del deserto, regia di Tanio Boccia (1964)
- La valle dell'eco tonante, regia di Tanio Boccia (1964)
- La rivincita di Ivanhoe, regia di Tanio Boccia (1964)
- Ursus, il terrore dei kirghisi, regia di Antonio Margheriti (1964)
- Bianco, rosso, giallo, rosa, episodio, Veni, vidi, vici, regia di Massimo Mida (1964)
- I predoni del Sahara, regia di Guido Malatesta (1965)
- James Tont operazione D.U.E., regia di Bruno Corbucci (1966)
- Un gangster venuto da Brooklyn, regia di Emimmo Salvi (1966)
- La morte viene dal pianeta Aytin, regia di Antonio Margheriti (1967)
- John il bastardo, regia di Armando Crispino (1967)
- Uccidi o muori, regia di Tanio Boccia (1967)
- Dio non paga il sabato, regia di Tanio Boccia (1967)
- Per pochi dollari ancora, regia di Giorgio Ferroni (1967)
- Wanted, regia di Giorgio Ferroni (1967)
- Il pistolero segnato da Dio, regia di Giorgio Ferroni (1968)
- Vendo cara la pelle, regia di Ettore Maria Fizzarotti (1968)
- E venne il tempo di uccidere, regia di Enzo Dell'Aquila (1968)
- I due crociati, regia di Giuseppe Orlandini (1968)
- Ammazzali tutti e torna solo, regia di Enzo G. Castellari (1968)
- Quel caldo maledetto giorno di fuoco, regia di Paolo Bianchini (1968)
- Spara, Gringo, spara, regia di Bruno Corbucci (1968)
- Isabella duchessa dei diavoli, regia di Bruno Corbucci (1969)
- Tarzana, sesso selvaggio, regia di Guido Malatesta (1969)
- Django il bastardo, regia di Sergio Garrone (1969)
- E Dio disse a Caino..., regia di Antonio Margheriti (1970)
- I Leopardi di Churchill, regia di Maurizio Pradeaux (1970)
- Una spada per Brando, regia di Alfio Caltabiano (1970)
- L'arciere di fuoco, regia di Giorgio Ferroni (1970)
- C'è Sartana... vendi la pistola e comprati la bara, regia di Giuliano Carnimeo (1970)
- Uccidi Django... uccidi per primo!!!, regia di Sergio Garrone (1971)
- W Django!, regia di Edoardo Mulargia (1971)
- Bastardo, vamos a matar, regia di Gino Mangini (1971)
- Armiamoci e partite!, regia di Nando Cicero (1971)
- Viva la muerte... tua!, regia di Duccio Tessari (1971)
- Giù la testa, regia di Sergio Leone (1971)
- Le avventure di Pinocchio, regia di Luigi Comencini (1971)
- ...continuavano a chiamarlo Trinità, regia di Enzo Barboni (1971)
- Testa t'ammazzo, croce... sei morto - Mi chiamano Alleluja, regia di Giuliano Carnimeo (1971)
- Gli fumavano le Colt... lo chiamavano Camposanto, regia di Giuliano Carnimeo (1971)
- Uomo avvisato mezzo ammazzato... parola di Spirito Santo, regia di Giuliano Carnimeo (1972)
- ...e poi lo chiamarono il Magnifico, regia di Enzo Barboni (1972)
- La lunga cavalcata della vendetta, regia di Tanio Boccia (1972)
- Alleluja e Sartana figli di... Dio, regia di Mario Siciliano (1972)
- Il grande duello, regia di Giancarlo Santi (1972)
- Tutti figli di Mammasantissima, regia di Alfio Caltabiano (1973)
- Oremus, Alleluia e Così Sia, regia di Alfio Caltabiano (1973)
- Campa carogna... la taglia cresce, regia di Giuseppe Rosati (1973)
- Anche gli angeli mangiano fagioli, regia di E.B. Clucher (1973)
- Il bacio di una morta, regia di Carlo Infascelli (1974)
- Salvo D'Acquisto, regia di Romolo Guerrieri (1974)
- Di Tresette ce n'è uno, tutti gli altri son nessuno, regia di Giuliano Carnimeo (1974)
- Il mio nome è Scopone e faccio sempre cappotto, regia di Juan Bosch (1975)
- Profondo rosso, regia di Dario Argento (1975)
- Un genio, due compari, un pollo, regia di Damiano Damiani (1975)
- Vai gorilla, regia di Tonino Valerii (1975)
- Hanno ucciso un altro bandito, regia di Guglielmo Garroni (1976)

## Doppiatori italiani
- Renato Turi in La Venere di Cheronea, David e Golia, Il gigante di Metropolis, Ursus il terrore dei kirghisi
- Alessandro Sperlì in La morte viene dal pianeta Aytin, Dio non paga il sabato
- Manlio Busoni in Il corsaro della mezza luna
- Pino Locchi in Adorabili e bugiarde
- Bruno Persa in I tartari
- Emilio Cigoli in Le sette sfide
- Nino Bonanni in Il terrore dei barbari
- Adriano Micantoni in Vulcano, figlio di Giove
- Vittorio Sanipoli in John il bastardo
- Luigi Pavese in I predoni del Sahara
- Roberto Bertea in Uccidi o muori
- Michele Malaspina in I due crociati
- Arturo Dominici in Spara, Gringo, spara
- Vinicio Sofia in L'arciere di fuoco
- Cesare Polacco in ...continuavano a chiamarlo Trinità
- Carlo Alighiero in Il mio nome è Scopone e faccio sempre cappotto
- Corrado Gaipa in Profondo rosso